# Paragyptis margaretae
Paragyptis margaretae är en ringmaskart som beskrevs av Pocklington 1984. Paragyptis margaretae ingår i släktet Paragyptis och familjen Hesionidae. Inga underarter finns listade i Catalogue of Life.